# Deutsche Badminton-Mannschaftsmeisterschaft 1959/60
Die Deutsche Badminton-Mannschaftsmeisterschaft 1959/60 bestand aus einer regionalen Ligenrunde, auf die eine Zwischenrunde in vier Gruppen folgte. Die vier Sieger qualifizierten sich für das einrundige Halbfinale, auf welches das Finale am 15. Mai 1960 in Bonn folgte. Meister wurde der 1. DBC Bonn, der im Endspiel den VfB Lübeck mit 7:4 besiegte.

## Halbfinale
1. DBC Bonn – MTV München von 1879

VfB Lübeck – Merscheider TV 10:1

## Finale
1. DBC Bonn – VfB Lübeck 7:4

## Endstand
- 1. 1. DBC Bonn
(Ralf Caspary, Walter Stuch, Kurt Hennes, Jap Tjiang Beng, Günter Ropertz, Luise Schmitz, Gunhild Scholz, Ute Harlos, Marlies Caspary)
- 2. VfB Lübeck
(Jürgen Jipp, Manfred Puck, Willy Suhrbier, Ulrich Adler, Bärbel Wichmann, Anneli Hennen)
- 3. MTV München von 1879
(Herr Oey, Wolfgang Blümel, Karl Bubel, Rupert Liebl, Evi Wagatha, Heidi Bichler)
- 3. Merscheider TV
(Klaus Dültgen, Konrad Hapke, Dieter Füllbeck, Jürgen Koch, Karin Grego, Gitti Neuhaus)